# Yerseke
Yerseke (zeelandiul: Iese) egy falu Hollandiában a Keleti-Schelde folyó (Oosterschelde) déli partján, Zeeland tartomány középső részén (Tengermenti Flandriától északra). 1970-ig külön közigazgatása volt, manapság Reimerswaal község részét képezni. 2007. január 1-jén 6541 regisztrált lakosa volt.
A település (1870 óta) halászatáról híres, különösen a kagyló és osztrigahalászat, illetve az Oosterschelde egyéb ehető kagylóinak halászata jelentős.

## Története
Első írásos említése 966. január 24-éről való. Akkor Gersika néven nevezték I. Ottó egyik okmányban. 980. július 27-én már Gersicha néven említik. Úgy vélik, a település neve a kis öbölről kapta a nevét, ami korábban ott volt. 1868-ban (a térkép szerint) Ijerseke volt a neve.

## Háztartások száma
Yerseke háztartásainak száma az elmúlt években az alábbi módon változott:

## Yerseke híres szülöttei
- Piet Rentmeester (1938. augusztus 27. – 2017. február 11.), holland kerékpáros.
- Patrick Tolhoek (1965. június 26. 2006), holland kerékpáros, Sydney 2000.

## Lásd még
- Yersekei panorámakép
- I. Ottó német-római császár